# Alfred Stobbe
Alfred Stobbe (* 10. Oktober 1924 in Königsberg; † 30. Juni 2001) war ein deutscher Wirtschaftswissenschaftler und Hochschullehrer.

## Wirken
Alfred Stobbe studierte Volkswirtschaftslehre an der Christian-Albrechts-Universität zu Kiel und promovierte dort 1957 („Untersuchungen über die Bestimmung der Arbeitsproduktivität im Rahmen volkswirtschaftlicher Gesamtrechnungen“). Nach Assistententätigkeit an dieser Universität habilitierte er sich dort 1960. Im Jahre 1963 erhielt er eine ordentliche Professur für Volkswirtschaftslehre an der Freien Universität Berlin, seit 1964 war er dann an der Universität Mannheim tätig. Dort war er 	Inhaber des Lehrstuhls für Volkswirtschaftslehre und Ökonometrie.
Stobbe ist bei den Studierenden dieses Faches insbesondere durch seine Lehrbücher über Volkswirtschaftslehre (dreibändig) und Volkswirtschaftliche Gesamtrechnung bekannt geworden, letzteres hat zahlreiche Überarbeitungen und Neuauflagen erfahren.

## Veröffentlichungen (Auswahl)
- Produktivitätsmessung auf der Grundlage von Input-Output-Tabellen. In: Weltwirtschaftliches Archiv, Bd. 82,2 (1959), S. 237–273.
- Kurzfristige und langfristige Bestimmungsgründe der Einkommensverteilung. In: Swiss journal of economics and statistics, Bd. 96 (1960), S. 131–155.
- Neuere Vorschläge zur Reform des internationalen Währungssystems. Gesellschaft zur Förderung des Instituts für Weltwirtschaft, Kiel 1961.

- Untersuchungen zur makroökonomischen Theorie der Einkommensverteilung (= Kieler Studien, Bd. 59). Mohr, Tübingen 1962.
- Kapitalbewegungen als Störungsfaktor im herrschenden Währungssystem. In: Erich Schneider (Hrsg.): Weltwirtschaftliche Probleme der Gegenwart. Duncker & Humblot, Berlin 1965, S. 51–81.
- Volkswirtschaftliches Rechnungswesen (= Heidelberger Taschenbücher, Bd. 14). Springer, Berlin 1966 (8. neubearb. u. erw. Auflage 1994, ISBN 3-540-57851-X, hierzu: Bernd A. Schmid: Arbeitsbuch zu „Stobbe, Volkswirtschaftliches Rechnungswesen, 3. Auflage“. 2. Aufl. (= Heidelberger Taschenbücher, Bd. 1). Springer, Berlin 1972, ISBN 3-540-06023-5.
- Wirtschaftskreislauf und Sozialprodukt. In: Werner Ehrlicher (Hrsg.): Kompendium der Volkswirtschaftslehre. Bd. 1. Vandenhoeck & Ruprecht, Göttingen 1967, S. 52–74.
- Gesamtwirtschaftliche Theorie (= Heidelberger Taschenbücher, Bd. 158). Springer, Berlin 1975, ISBN 3-540-06971-2.
- Möglichkeiten und Fragestellungen einer Verteilungstheorie. In: Frank Klanberg/Hans-Jürgen Krupp (Hrsg.): Einkommensverteilung (= Neue wissenschaftliche Bibliothek, Bd. 92). Athenäum/Hain, Königsstein/Ts. 1981, S. 33–49, ISBN 3-445-01958-4.
- Mikroökonomik (= Volkswirtschaftslehre, Bd. 2) (= Heidelberger Taschenbücher, Bd. 227). Berlin, Springer 1983 (2. Aufl. 1991, ISBN 3-540-54136-5.
- Makroökonomik (= Volkswirtschaftslehre, Bd. 1) (= Heidelberger Taschenbücher, Bd. 158). 2. Aufl. Springer, Berlin 1987, ISBN 3-540-18172-5.